# Phareicranaus albigranulatus
Phareicranaus albigranulatus is een hooiwagen uit de familie Cranaidae.